# Powiat Krośnieński (Karpatenvorland)
Der Powiat Krośnieński ist ein Powiat (Kreis) in der polnischen Woiwodschaft Karpatenvorland. Der Powiat hat eine Fläche von 923,79 km², auf der 110.000 Einwohner leben.

## Gemeinden
Der Powiat umfasst neun Gemeinden, davon vier Stadt-und-Land-Gemeinden sowie sechs Landgemeinden.

### Stadt-und-Land-Gemeinden
- Dukla
- Iwonicz-Zdrój
- Jedlicze
- Rymanów

### Landgemeinden
- Chorkówka
- Jaśliska
- Korczyna
- Krościenko Wyżne
- Miejsce Piastowe
- Wojaszówka